# Капри Стайлз
Капри Стайлз (англ. Kapri Styles), настоящее имя Надя Аннет Уокер (англ. Nadia Annette Walker, род. 27 ноября 1981, Атланта) — американская порноактриса и эротическая модель, член Зала славы Urban X Award.

## Биография
Родилась 27 ноября 1981 года в Атланте. В порноиндустрии дебютировала в 2005 году, в возрасте около 24 лет. Снималась для известных студий, таких как Red Light District, Hustler Video, Elegant Angel, Jules Jordan Video, Digital Playground, Evil Angel, Anabolic Video, Devil's Film, VCA Pictures, Digital Sin, Diabolic Video и Adam & Eve, менее известных, например West Coast Productions, Platinum X Pictures, Black Ice и Seymore Butts Home Movies, для таких сайтов, как Reality Kings и Porn.com.
В 2010 году была номинирована на AVN Awards в категории «невоспетая старлетка года».
Ушла из индустрии в 2014 году, снявшись в 199 фильмах.
В 2019 году была включена в Зал славы Urban X Award.

## Награды и номинации
- 2010 — AVN Awards — невоспетая старлетка года (номинация)
- 2019 — включена в Зал славы Urban X Award[4]

## Избранная фильмография
- Mean Milking Mommas (2012)